# Ngqushwa Local Municipality
Ngqushwa (englisch Ngqushwa Local Municipality) ist eine Lokalgemeinde im Distrikt Amathole der südafrikanischen Provinz Ostkap. Der Sitz der Gemeindeverwaltung befindet sich in Peddie. Bürgermeisterin ist Nombuyiselo Ethelina Magingxa.
Die klickenden Laute des Gemeindenamens soll an die dort beheimateten Xhosa und Khoisan erinnern.

## Städte und Orte
| - Barracks - Cisira - Glenmore - Hamburg - KwaMasele - Lujiko - Magqazeni | - Ndlambe - Nobumba - Peddie - Qugqwala - Tamara - Wesley - Zweledinga |

## Bevölkerung
Im Jahr 2011 hatte die Gemeinde 72.190 Einwohner. Davon waren 99,2 % schwarz. Muttersprache war zu 94,1 % isiXhosa und zu 2,6 % Englisch.